# エリエイ
株式会社エリエイは、主に鉄道模型及び鉄道関連の雑誌を発行している出版社である。出版物に記載する名称には社名の「株式会社エリエイ」ではなく、「エリエイ出版部／プレス・アイゼンバーン」を使用している。

## 概要
元来は半襟商の「ゑり栄」として、松本栄太郎によって創業された。
その後、呉服商として営業を続けたが、4代目にあたる松本謙一が仲間と共に「鉄道趣味書刊行会プレス・アイゼンバーン」として行っていた鉄道趣味書の出版活動を本格的に商業化する際にその法人格を使用、エリエイ出版部とした。
1974年に、平井憲太郎（現・株式会社エリエイ代表取締役）が鉄道模型月刊誌『とれいん』（No.1 1975年1月号）を創刊させる。「とれいん雑学帖」では公衆電話ボックスなどレイアウトの脇役を取り上げた。模型だけでなく実物の鉄道も取り上げ、車輛や路線図などの図面も掲載している。
1978年には国鉄を定年退職した黒岩保美を迎え、鉄道月刊誌『レイル』（No.1 1978年4月号）を創刊する。創刊当初は過去の車両や鉄道を取り上げていた。月刊『レイル』は約2年で廃刊となるが、その後不定期刊で『THE rail レイル』シリーズの発行を始め、主に廃線となった鉄道や廃車となった車両など古い鉄道を取り上げている。
書籍では『草軽電気鉄道』や『寿都鉄道』などの価格の高い豪華本も手掛けている。

## 役員
- 代表取締役　平井憲太郎／1950年生まれ。東京都豊島区出身。小さい頃から鉄道や鉄道模型が趣味で、立教高校在学中にアルバイトで『鉄道ジャーナル』の編集に携わり、1968年に友人と鉄道写真集『煙』を出版する。立教大学を卒業すると入社した株式会社エリエイで鉄道出版部門を立ち上げ、1974年より鉄道模型月刊誌「とれいん」を発刊する。祖父・平井太郎は推理小説家、怪奇・恐怖小説家として知られる江戸川乱歩、父は心理学者・新聞学者の元立教大学長・平井隆太郎。日本鉄道模型の会理事長。としまユネスコ協会代表理事。公益財団法人としま未来文化財団評議員。共著に『怪人 江戸川乱歩のコレクション』（新潮社）がある。
- 取締役　松本大河
- 取締役　南口康弘

## 主な出版物
雑誌
- 『とれいん』（月刊）。-- 鉄道模型雑誌。
- 『THE rail レイル』（不定期刊行）。-- 鉄道雑誌。

書籍
- 黒岩保美『草軽電気鉄道』1989年 発売。ISBN 978-4871123105。
- 黒岩保美『寿都鉄道』1984年12月 発売。ISBN 978-4871123112。